# Войтюк, Иван Денисович
Иван Денисович Войтюк (9 ноября 1911, Волынка, Томская губерния, Российская империя — 4 июля 1944, Выборгский залив, Ленинградская область, СССР) — советский журналист, военный корреспондент газеты «Комсомольская правда», писатель.

## Биография

### Детство и юность
Иван Войтюк родился в 1911 году в небольшом сибирском селе Волынка (ныне — в Красноярском крае). Потеряв отца в 10 лет, остался единственным мужчиной в семье, воспитывающей пятерых детей. Несмотря на жизненные сложности, хорошо учился и успешно окончил начальную школу.
В 1925 году в 14-летнем возрасте Иван организовал комсомольскую ячейку и был избран её секретарём. Организовывал проведение субботников, руководил художественной самодеятельностью, занимался выпуском газеты. В 1927 году комсомольская ячейка Волынки добилась открытия в деревне вечерней школы, а 16-летний Иван стал её учителем. Спустя два года был отправлен в Омск на курсы киномехаников, которые успешно окончил.

### Становление журналиста
В 1934 году Войтюк был призван Боготольским районным военным комиссариатом Красноярского края и направлен в военно-морской флот для прохождения военной службы в Амурской Краснознамённой флотилии. Здесь же для газеты «Краснознамённый амурец» им была написана заметка о буднях на флоте, после чего начинающий журналист стал внештатным сотрудником этого издания.
В июне 1938 года в редакцию «Комсомольской правды» поступило заявление Ивана Войтюка:
…За время моей работы в редакции флотской газеты я кое-чему научился в газетном деле, полюбил его, решил избрать журналистику своей пожизненной профессией… В связи с окончанием военной службы прошу принять меня на работу в «Комсомольскую правду» на любую должность…
В феврале 1939 года Войтюк был назначен собственным корреспондентом «КП» по Ивановской области, а позднее — по Новосибирской. Помимо газетных статей, Иван написал рассказ «Серая лошадь», детскую книгу «Витя идёт в плавание»; незаконченной осталась повесть «Краснофлотцы».

### Великая Отечественная война
Великая Отечественная война застала Ивана Денисовича в Новосибирске. В 1941 году он вернулся во флот, а затем стал военным корреспондентом в осаждённом Ленинграде. В годы войны окончил ускоренный курс Военно-политической академии имени Ленина и, имея звание капитан-лейтенанта ВМФ, стал начальником отдела пропаганды и агитации газеты «Красный Балтийский флот», подчинявшейся Политуправлению Краснознамённого Балтийского флота. С мая 1944 года был утверждён внештатным военным корреспондентом «Комсомолки» по КБФ.
4 июля 1944 года при высадке морского десанта в Выборгском заливе был взорван катер. Среди погибших значится и Иван Денисович Войтюк. Был увековечен в городе Балтийск Калининградской области.

### Память
В Центральном Военно-морском музее в Санкт-Петербурге в экспозиции, посвящённой морякам-героям Великой Отечественной войны, хранится альбом об Иване Денисовиче Войтюке. Часть материала также вошла в альбом, который хранится в архиве редакции газеты «Комсомольская Правда». В память о погибших журналистах, являвшихся её корреспондентами, в холле редакции установлен бронзовый мемориал «Штык и перо», на котором высечены 16 имён, среди которых и имя Ивана Денисовича Войтюка.  